# Maila Nurmi

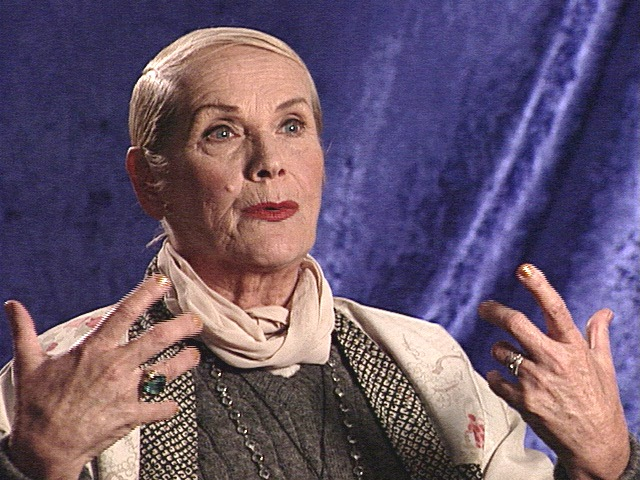
Nurmi in de documentaire SCHLOCK! The Secret History of American Movies, 2001

Maila Nurmi (Petsjenga, Finland, 21 december 1922 - Los Angeles, Verenigde Staten, 10 januari 2008), bekend onder het pseudoniem Vampira, was een Fins-Amerikaans actrice.
Ze werd in 1954 bekend met The Vampira Show, een programma waarin ze verkleed als vrouwelijke vampier oude horrorfilms voor een groot televisiepubliek bracht. Doordat het programma niet veel opbracht werd het na één seizoen al gestopt. Een paar jaar later werd ze gevraagd voor de cultfilm Plan 9 from Outer Space van Edward D. Wood Jr. In de biopic Ed Wood werd ze gespeeld door Lisa Marie. In 1993 spande ze een rechtszaak aan  tegen The Elvira Show wegens plagiaat. Op 10 januari 2008 stierf zij een natuurlijke dood in haar huis in Los Angeles.

## Filmografie
- If Winter Comes (1947); onvermeld
- Romance on the High Seas (1948); onvermeld
- The Vampira Show (1954-1955); tv-serie
- Vampira (1956)
- Vampira Returns (1956)
- Plan 9 from Outer Space (1957)
- Tragedie in Hollywood (1958); onvermeld
- The Beat Generation (1959)
- The Big Operator (1959)
- Sex Kittens Go to College (1960)
- The Magic Sword (1962)
- Flying Saucers Over Hollywood: The 'Plan 9' Companion (1992); documentaire
- Vampira (1995); documentaire
- The Haunted World of Edward D. Wood Jr. (1995); documentaire
- I Woke Up Early the Day I Died (1998)
- Schlock! The Secret History of American Movies (2001); documentaire
- Monsterama: A Tribute to Horror Hosts (2004); documentaire
- American Scary (2006); documentaire
- Vampira: The Movie (2006); documentaire

- Bibsys: 1492758309809
- Biblioteca Nacional de España: XX4583842
- Bibliothèque nationale de France: cb14235391v (data)
- Gemeinsame Normdatei: 1061810909
- International Standard Name Identifier: 0000 0000 8117 749X
- Library of Congress Control Number: nr00030232
- Nationale Bibliotheek van Polen: a0000003366363
- Système universitaire de documentation: 094159459
- Virtual International Authority File: 39216847
- WorldCat: E39PBJB8tPHQBCTv4XK9HcP4v3